# ارلین کونساو
ارلین کونساو (انگلیسی: Erling Kongshaug; ۲۲ مارس ۱۹۱۵ – ۱۴ سپتامبر ۱۹۹۳) تیرانداز اهل نروژ بود.
وی در مسابقات کشوری و بین‌المللی در مجموع برندهٔ ۴ مدال طلا، ۳ مدال نقره، ۷ مدال برنز شده‌است.